# Diócesis de Łomża
La diócesis de Łomża (en latín: Dioecesis Lomzensis y en polaco: Diecezja łomżyńska) es una circunscripción eclesiástica de la Iglesia católica en Polonia. Se trata de una diócesis latina, sufragánea de la arquidiócesis de Białystok. Desde el 11 de noviembre de 2011 su obispo es Janusz Stepnowski.

## Territorio y organización

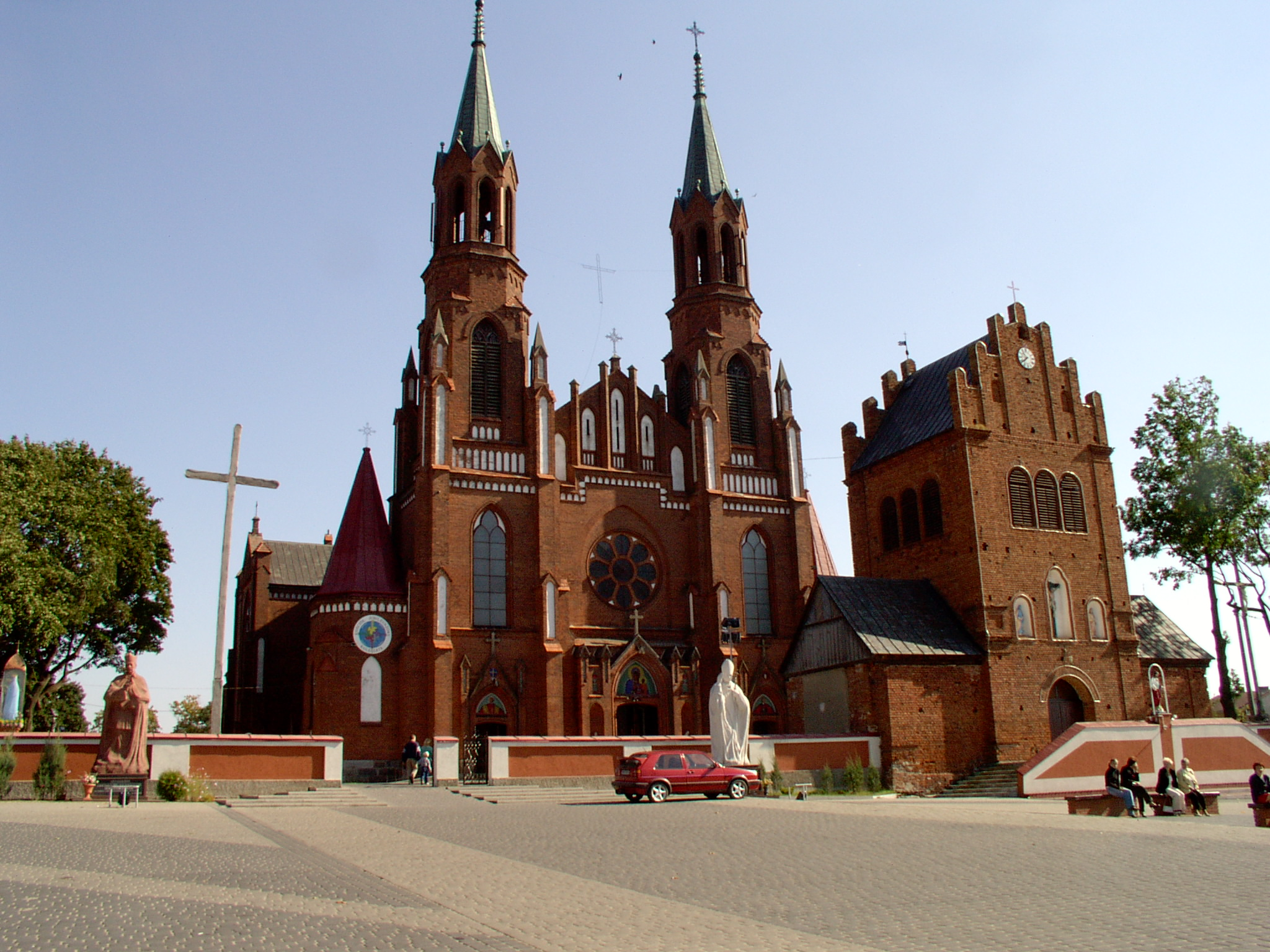
Colegiata basílica de la Santísima Trinidad, Myszyniec

La diócesis tiene 11 500 km² y extiende su jurisdicción sobre los fieles católicos de rito latino residentes en parte occidental del voivodato de Podlaquia y una parte del voivodato de Mazovia. Al suroeste se encuentra la diócesis de Varsovia-Praga, al oeste la diócesis de Płock, al noroeste la arquidiócesis de Varmia, al norte la diócesis de Ełk, al este la sede metropolitana de Białystok y al sureste la diócesis de Drohiczyn.

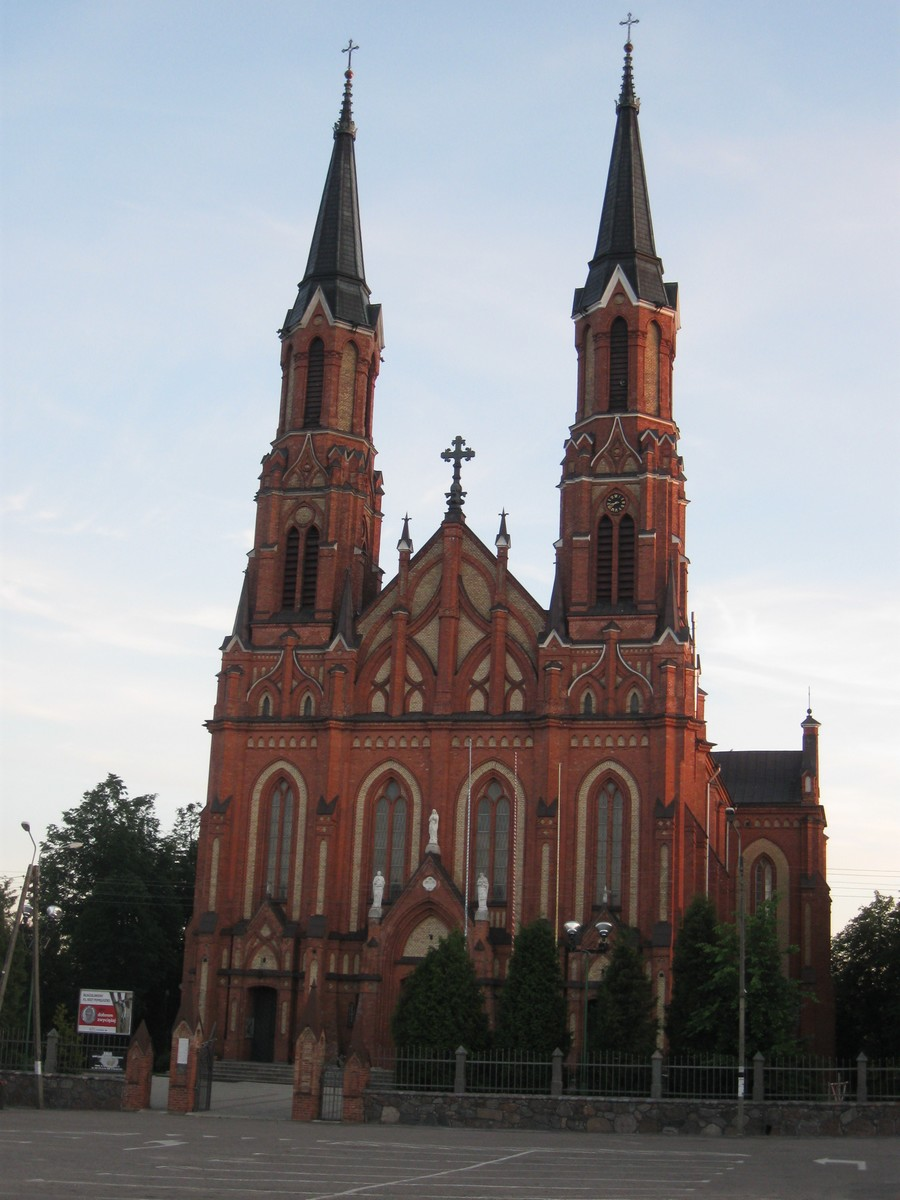
Basílica de la Asunción de la Santísima Virgen María, en Sokoły

La sede de la diócesis se encuentra en la ciudad de Łomża, en donde se halla la Catedral de San Miguel Arcángel. En la diócesis existen dos basílicas menores: la basílica colegiata de la Santísima Trinidad, en Myszyniec, y la basílica de la Asunción de la Santísima Virgen María, en Sokoły.

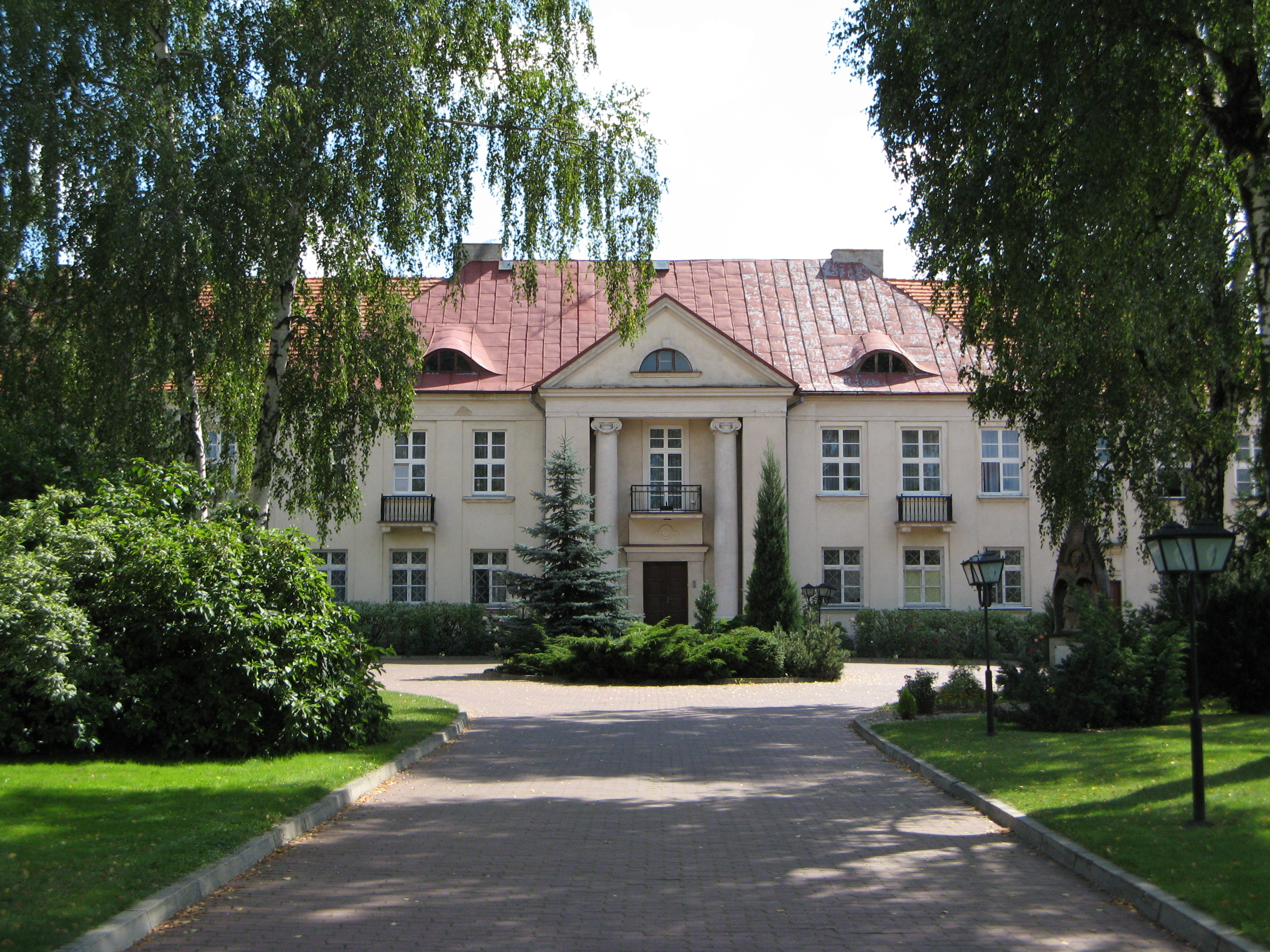
Palacio episcopal en Łomża

En 2023 en la diócesis existían 183 parroquias agrupadas en 24 decanatos.

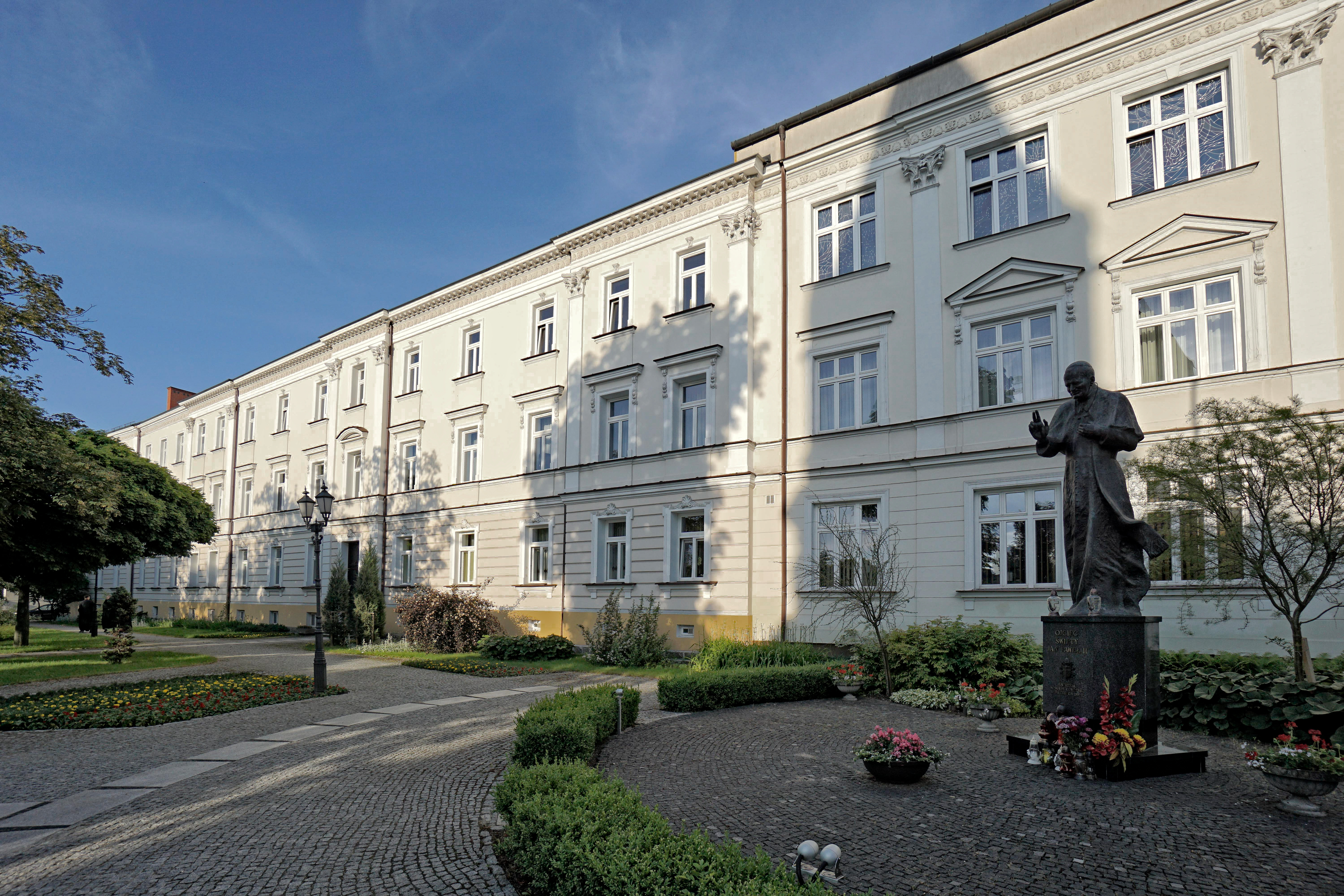
Seminario mayor de la diócesis

## Historia

### Antecedentes

#### Diócesis de Wigry
Después de la primera partición de Polonia, en 1772 esta parte de Polonia fue anexada por el Reino de Prusia. La diócesis de Wigry fue erigida por el papa Pío VI con la bula Saepe factum est el 16 de marzo de 1799 separando territorio de la arquidiócesis de Vilna (90 parroquias), de la diócesis de Lutsk (44 parroquias) y de la diócesis de Samogitia (en parte hoy la arquidiócesis de Kaunas, 15 parroquias). La sede del obispado estaba ubicada en el monasterio camaldulense del pueblo de Wigry, hoy en el distrito de Suwałki. El monasterio fue fundado en 1667 por Juan II Casimiro. La iglesia de Nuestra Señora se convirtió en la catedral. El monasterio se disolvió en 1805.
Después de la tercera partición de Polonia, en 1807 y como resultado del Tratado de Tylża, la óblast de Białystok pasó a formar parte del Imperio ruso y la diócesis de Wigry perdió los decanatos de Białystok, Bielsk, Brańsk, Drohiczyn, Knyszyn y Sokółka.

#### Diócesis de Sejny o de Augustów
En 1818 se reorganizó la Iglesia en todo el antiguo Reino de Polonia. Asumió el nombre de diócesis de Sejny el 30 de junio de 1818 a raíz de la bula Ex imposita nobis del papa Pío VII, con la que se adecuaron las fronteras diocesanas a las fronteras políticas establecidas por el Congreso de Viena y por tanto además del resto de la diócesis de Wigry, se agregaron tres decanatos (Łomża, Wąsosza y Wizna) que habían pertenecido al territorio diocesano de la diócesis de Płock. La sede del obispado se trasladó a Sejny y coincidía con las fronteras del voivodato de Augustów. La nueva catedral y el nuevo capítulo se inauguraron el 8 de diciembre de 1819.
El 20 de julio de 1821, debido a la bula Sedium episcopalium del papa Pío VII, la sede fue transferida a Suwałki y la diócesis tomó el nombre de diócesis de Augustów o de Suwałki. Como resultado del Tratado de Riga, en 1921 cedió la parte de la diócesis que había llegado a encontrarse en territorio lituano a la diócesis de Samogitia, es decir los decanatos de Kalwaria, Marijampole, Wiłkowyszki, Władysławów y parte del decanato de Sejny. El obispo Ignacy Stanislaw Czyżewski, no se quedó en Augustów y cambió su lugar de residencia en 1823 para establecerse en Sejny. El siguiente obispo, Mikołaj Jan Manugiewicz, estableció el seminario diocesano en 1830, y durante muchos años residió a veces en Augustów y luego en Sejny. El obispo Pawel Straszyński convirtió la antigua iglesia dominicana en Sejny en su catedral y la ingresó como obispo el 4 de febrero de 1837. Con frecuencia tuvo conflictos con las autoridades rusas y, tras su muerte en 1847, el Gobierno ruso dejó el puesto vacante. Konstanty Ireneusz Łubieński fue nombrado obispo en 1863 y murió en el exilio en 1869 en Nizhny Novgorod.

### Diócesis de Łomża
Sobre la base del tratado de 18 de marzo de 1921 llamado Paz de Riga celebrado con la Unión Soviética, el 28 de octubre de 1925 con la bula Vixdum Poloniae unitas del papa Pío XI, la diócesis se amplió, incluyendo en su territorio otros tres decanatos que ya habían pertenecido a la diócesis de Płock y al mismo tiempo tomó su nombre actual, debido al traslado de la sede episcopal de Augustów, que después de los traslados de 1921 se encontró en el extremo oriental de la diócesis, a Łomża. Originalmente, la diócesis era sufragánea de la arquidiócesis de Vilna. Se agregaron los siguientes decanatos de la diócesis de Płock: Czyżew, Ostrów Mazowiecka y un fragmento del decanato de Ostrołęka. La diócesis se volvió a dividir en 15 decanatos: Augustów, Czyżew, Jedwabne, Kolno, Łomża, Ostrołęka, Ostrów Mazowiecka, Sejny, Sokoły, Suwałki, Szczuczyn, Śniadowo, Teolin, Wąsosz y Wckysokieowieowieowie. Romuald Jałbrzykowski se convirtió en su obispo.
Tras los cambios de frontera tras la Segunda Guerra Mundial, parte del decanato de Teolin de la diócesis se encontró en territorio bielorruso y el 13 de abril de 1991 fue cedido definitivamente a la diócesis de Grodno. 
En junio de 1991 recibió la visita apostólica del papa Juan Pablo II. El 25 de marzo de 1992, como parte de la reorganización de las diócesis polacas deseada por Juan Pablo II con la bula Totus tuus Poloniae populus, cedió una parte del territorio para la erección de la diócesis de Ełk, y amplió su territorio con parroquias pertenecía a la diócesis de Płock; al mismo tiempo, se convirtió en sufragánea de la arquidiócesis de Białystok. Como resultado la diócesis de Łomża perdió los decanatos de Augustów, Suwałki, Sejny, parte del decanato de Grajewo, un fragmento del decanato de Rajgród, un fragmento del decanato de Rydzewski y un fragmento del decanato de Prusia (para la nueva diócesis de Ełk). Sin embargo, a expensas de Płock, ganó los siguientes: Różan, un fragmento del decanato de Wyszków, un fragmento del decanato de Chorzel, un fragmento del decanato de Maków, un fragmento del decanato de Przasnysz. Tras estos cambios territoriales, las antiguas sedes de Wigry, Sejny y Augustów pasaron a formar parte de la nueva diócesis de Ełk.

## Estadísticas
Según el Anuario Pontificio 2024 la diócesis tenía a fines de 2023 un total de 491 838 fieles bautizados.
| Año                                                                             | Población            | Población | Población      | Sacerdotes | Sacerdotes    | Sacerdotes    | Bautizados por sacerdote | Diáconos permanentes | Religiosos | Religiosos | Parroquias |
| Año                                                                             | Bautizados católicos | Total     | % de católicos | Total      | Clero secular | Clero regular | Bautizados por sacerdote | Diáconos permanentes | Varones    | Mujeres    | Parroquias |
| ------------------------------------------------------------------------------- | -------------------- | --------- | -------------- | ---------- | ------------- | ------------- | ------------------------ | -------------------- | ---------- | ---------- | ---------- |
| 1950                                                                            | 558 724              | 600 000   | 93.1           | 235        | 229           | 6             | 2377                     |                      | 13         | 110        | 136        |
| 1970                                                                            | 570 000              | 580 000   | 98.3           | 325        | 317           | 8             | 1753                     |                      | 25         | 190        | 136        |
| 1980                                                                            | 605 000              | 637 000   | 95.0           | 352        | 335           | 17            | 1718                     |                      | 24         | 200        | 142        |
| 1990                                                                            | 628 000              | 637 000   | 98.6           | 410        | 382           | 28            | 1531                     |                      | 35         | 220        | 164        |
| 1999                                                                            | 578 066              | 587 173   | 98.4           | 433        | 415           | 18            | 1335                     |                      | 27         | 190        | 169        |
| 2000                                                                            | 574 656              | 581 172   | 98.9           | 449        | 430           | 19            | 1279                     |                      | 27         | 190        | 174        |
| 2001                                                                            | 574 387              | 580 723   | 98.9           | 460        | 439           | 21            | 1248                     |                      | 29         | 183        | 176        |
| 2002                                                                            | 576 197              | 583 387   | 98.8           | 460        | 438           | 22            | 1252                     |                      | 30         | 182        | 177        |
| 2003                                                                            | 570 403              | 579 280   | 98.5           | 465        | 444           | 21            | 1226                     |                      | 30         | 182        | 177        |
| 2004                                                                            | 567 035              | 573 647   | 98.8           | 476        | 453           | 23            | 1191                     |                      | 32         | 181        | 179        |
| 2013                                                                            | 538 065              | 542 975   | 99.1           | 519        | 490           | 29            | 1036                     |                      | 34         | 138        | 181        |
| 2016                                                                            | 518 458              | 522 801   | 99.2           | 519        | 490           | 29            | 998                      |                      | 37         | 128        | 183        |
| 2019                                                                            | 502 655              | 506 818   | 99.2           | 525        | 498           | 27            | 957                      | 1                    | 36         | 117        | 183        |
| 2021                                                                            | 495 674              | 502 162   | 98.7           | 515        | 495           | 20            | 962                      |                      | 27         | 103        | 183        |
| 2023                                                                            | 491 838              | 497 773   | 98.8           | 504        | 482           | 22            | 975                      | 1                    | 30         | 102        | 183        |
| Fuente: Catholic-Hierarchy, que a su vez toma los datos del Anuario Pontificio. |                      |           |                |            |               |               |                          |                      |            |            |            |

## Episcopologio
- Antoni Karaś † (28 de octubre de 1925-5 de abril de 1926 nombrado obispo de Vilkaviškis)
- Romuald Jałbrzykowski † (14 de diciembre de 1925-24 de junio de 1926 nombrado arzobispo de Vilna)
- Stanisław Kostka Łukomski † (24 de junio de 1926-28 de octubre de 1948 falleció)
- Czesław Falkowski † (24 de febrero de 1949-25 de agosto de 1969 falleció)
- Mikołaj Sasinowski † (19 de marzo de 1970-6 de septiembre de 1982 falleció)
- Juliusz Paetz † (20 de diciembre de 1982-11 de abril de 1996 nombrado arzobispo de Poznan)
- Stanisław Stefanek, S.Chr. † (26 de octubre de 1996-11 de noviembre de 2011 retirado)
- Janusz Stepnowski, desde el 11 de noviembre de 2011